# Morgan Lewis

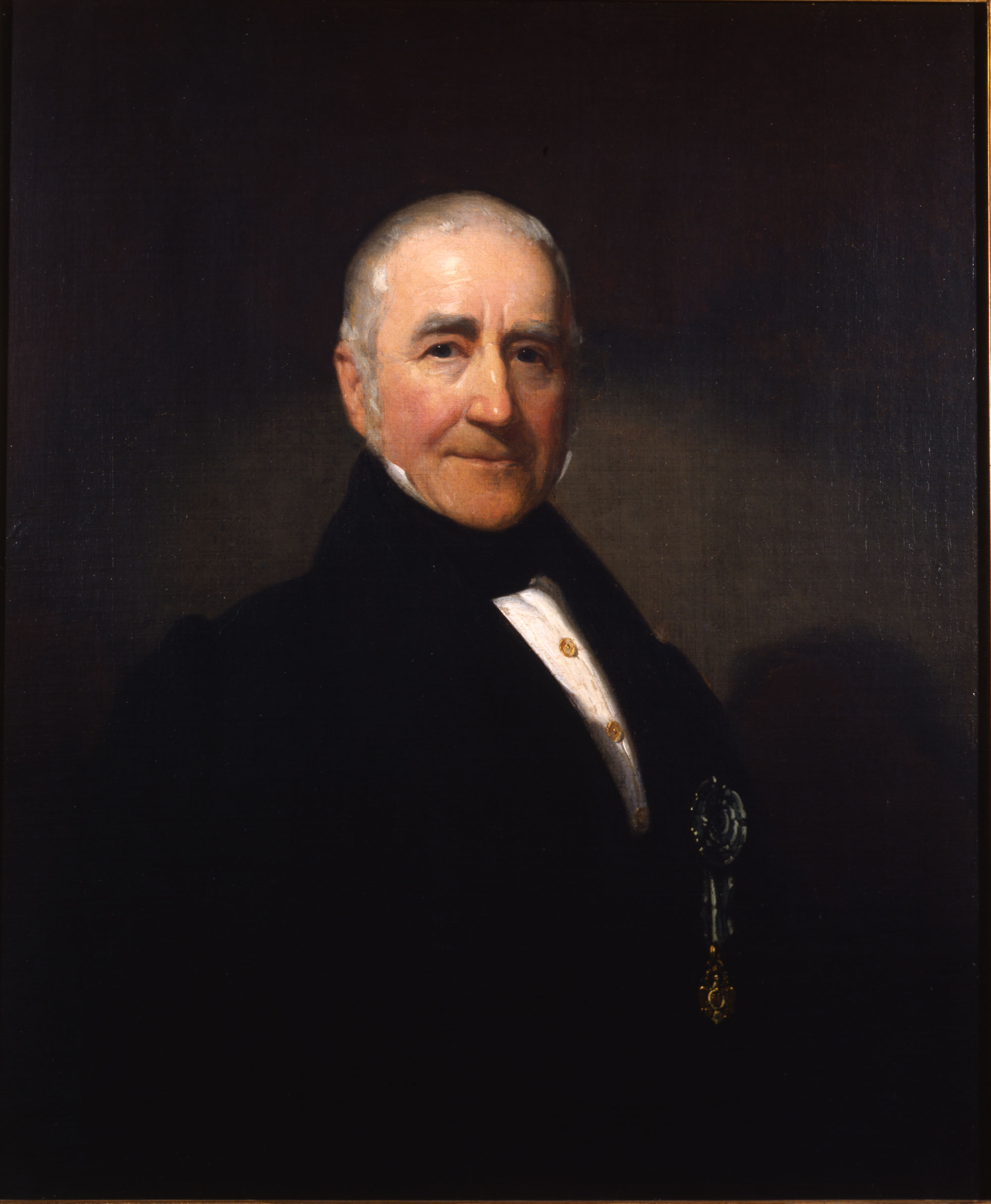
Morgan Lewis

Morgan Lewis (* 16. Oktober 1754 in New York City; † 7. April 1844 ebenda) war ein US-amerikanischer Jurist, Politiker und General.

## Leben
Morgan Lewis war walisischer Abstammung und Sohn von Francis Lewis, einem Unterzeichner der Unabhängigkeitserklärung der Vereinigten Staaten. 1773 begann er am College of New Jersey, der späteren Princeton University, Jura zu studieren. Sein Studium wurde durch den Unabhängigkeitskrieg unterbrochen, in dem er als Colonel bis zum Ende des Krieges diente. 1779 heiratete er Gertrude Livingston (1757–1833). Nachdem er sein Studium vollendet hatte, machte er Karriere als Jurist und Politiker im Staat New York. Er war Abgeordneter in der New York State Assembly von 1789 bis 1792, Attorney General des Staates von 1791 bis 1792, Richter am Supreme Court von New York zwischen 1792 und 1801 sowie zeitweise dessen Vorsitzender.
1804 wurde er schließlich als Kandidat der Demokratisch-Republikanischen Partei zum Gouverneur von New York gewählt. Dieses Amt übte er bis 1807 aus. In diesem Jahr trat Lewis erneut zur Wahl an, wurde aber von Daniel D. Tompkins besiegt.
Während des Britisch-Amerikanischen Krieges fungierte Lewis als Generalquartiermeister der US-Armee. Er kommandierte die amerikanischen Truppen in der Schlacht von Fort George und wurde später Oberbefehlshaber für den Bereich Upstate New York. 1813 erreichte er den Rang eines Major-General. Nach dem Krieg wurde er als Staatssenator noch einmal politisch aktiv. Er war außerdem Präsident der New-York Historical Society sowie Mitbegründer der New York University.
Das Lewis County im Staat New York ist ebenso nach dem 1844 verstorbenen Morgan Lewis benannt wie die Städte Lewiston und Lewis.